# Ossenreyerstraße 14 (Stralsund)
Das Haus mit der postalischen Adresse Ossenreyerstraße 14 ist ein unter Denkmalschutz stehendes Gebäude in der Ossenreyerstraße in Stralsund.

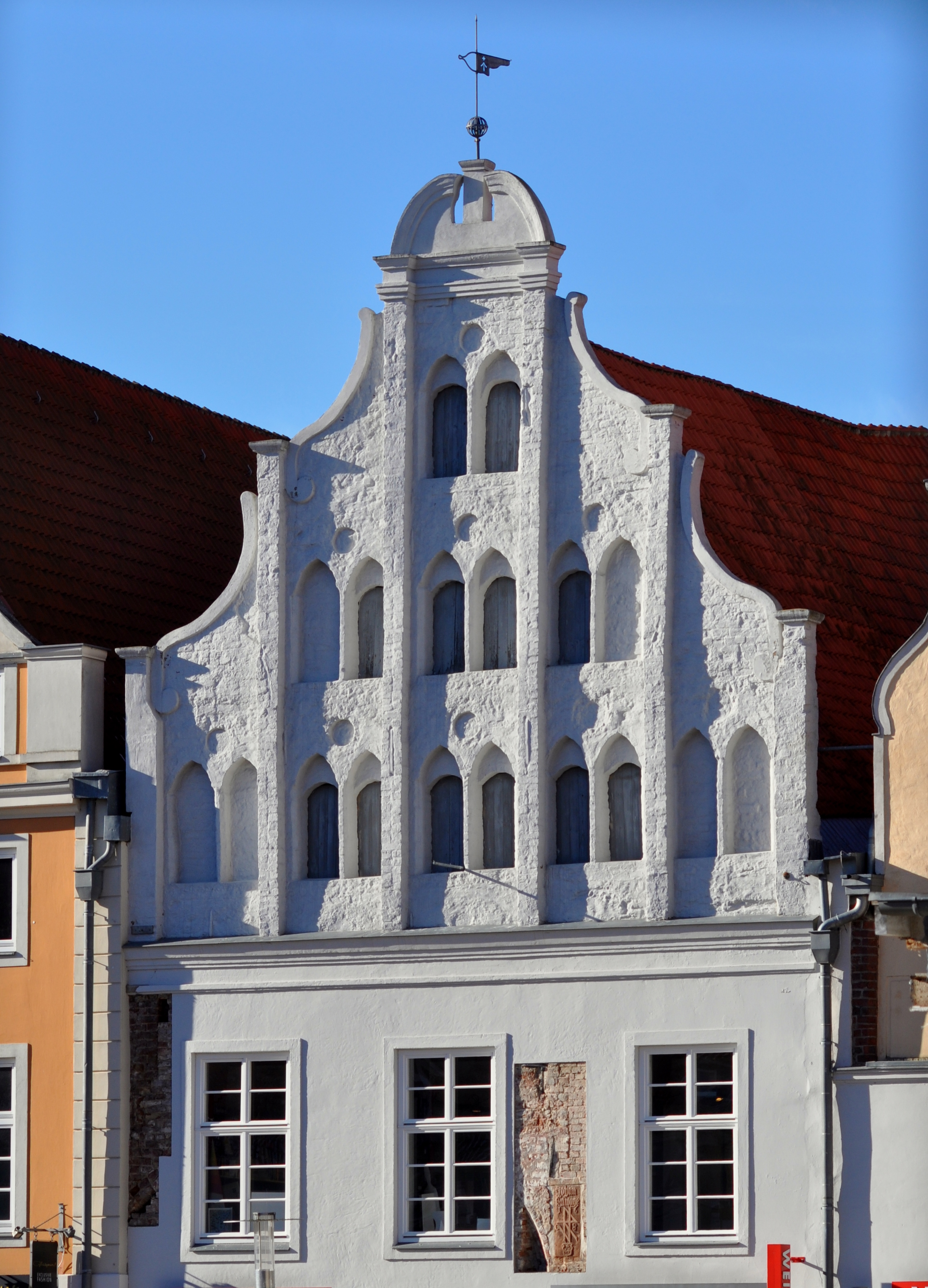
Der Giebel des Hauses Ossenreyerstraße 14 in Stralsund (2011)

Das heute zweigeschossige und dreiachsige, verputzte Giebelhaus stammt im Kern aus dem 13. Jahrhundert; der aus Backstein gemauerte Keller des Hauses wurde auf das Jahr 1258 datiert. Es ist damit vermutlich das älteste erhaltene profane Steingebäude der Stadt Stralsund.
Der dreigeschossige Pfeilergiebel erhielt seinen geschweiften Umriss und den gesprengten Aufsatz im 18. Jahrhundert. Die ursprüngliche, gotische Gestaltung mit den spitzbogigen Luken und Blenden ist erhalten geblieben. Spuren plastischer Dekoration und originale Farbreste wurden bei einer Sanierung in den Jahren 1992 bis 1993 entdeckt.
Zwei Sichtfenster in der Fassade zeigen Reste der mittelalterlichen Gliederung. Eines der Sichtfenster enthält eine im Jahr 1608 gefertigte Sandsteinplatte, die ursprünglich vom Kemladen stammt.
Im Inneren des Hauses ist die Diele, die typisch für damalige Kaufmannshäuser, die so genannten Dielenhäuser, waren, weitgehend erhalten.
Das Haus liegt im Kerngebiet des von der UNESCO als Weltkulturerbe anerkannten Stadtgebietes des Kulturgutes „Historische Altstädte Stralsund und Wismar“. In die Liste der Baudenkmale in Stralsund ist es mit der Nummer 624 eingetragen.